# Taenaris affinis
Taenaris affinis är en fjärilsart som beskrevs av Kirby 1889. Taenaris affinis ingår i släktet Taenaris och familjen praktfjärilar. Inga underarter finns listade i Catalogue of Life.